# Missões diplomáticas da Coreia do Sul

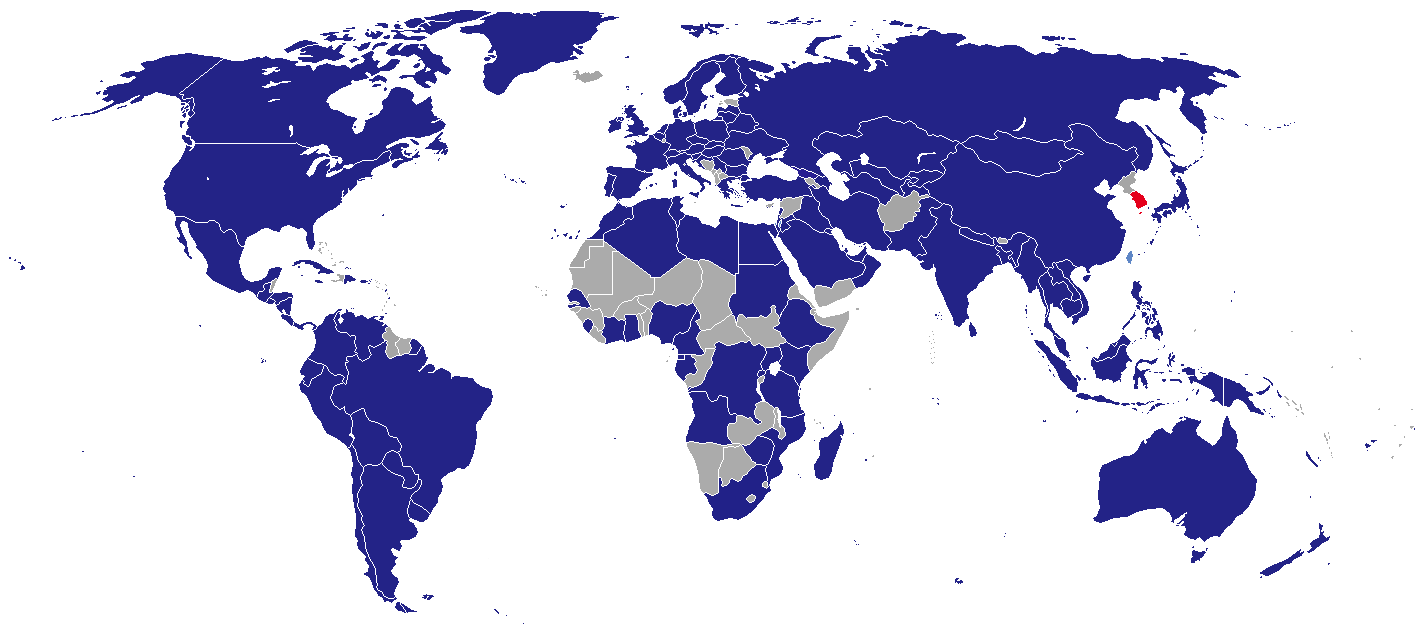
Mapa das missões diplomáticas da Coreia do Sul.

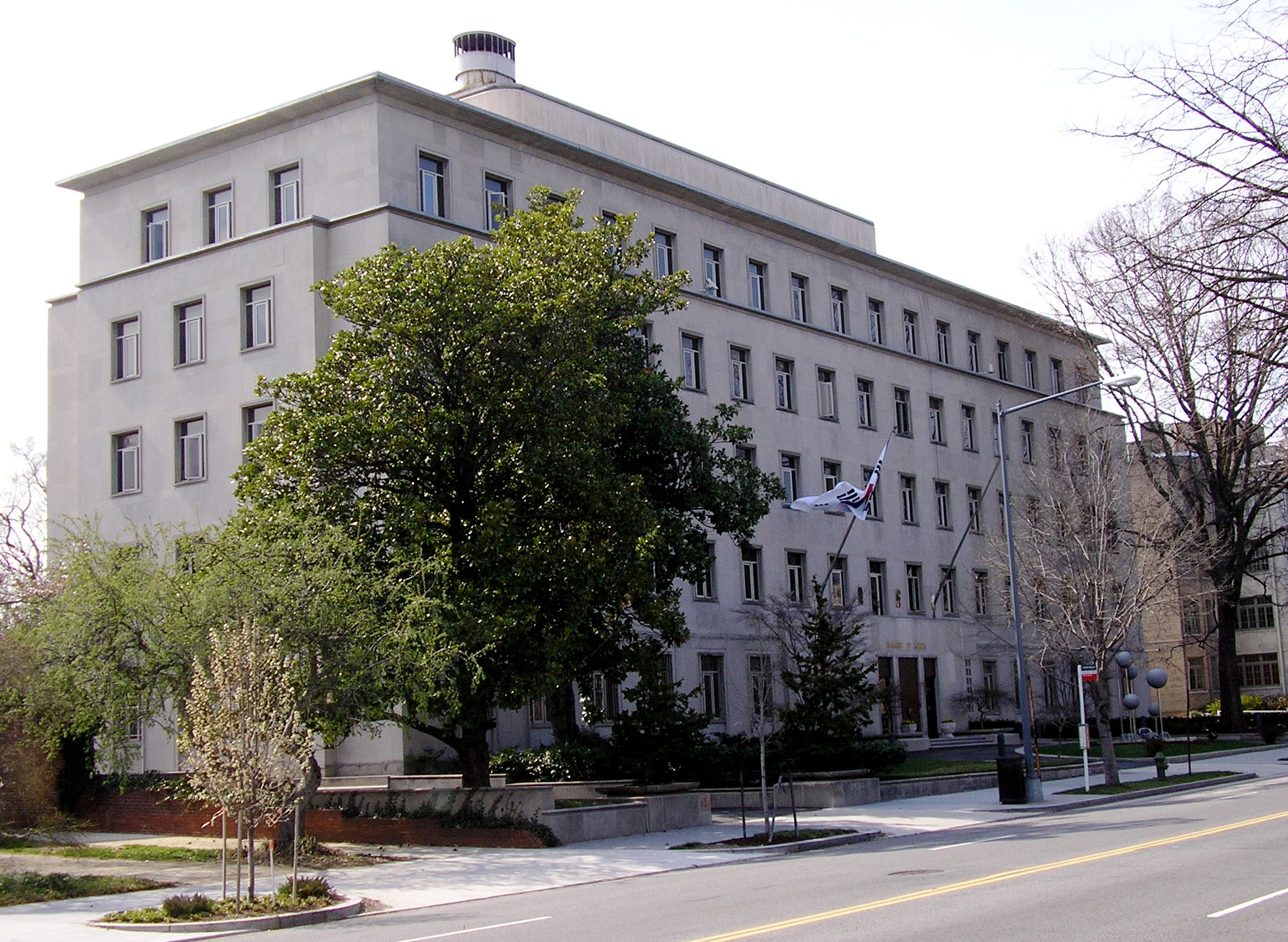
Embaixada da Coreia do Sul em Washington DC, EUA.

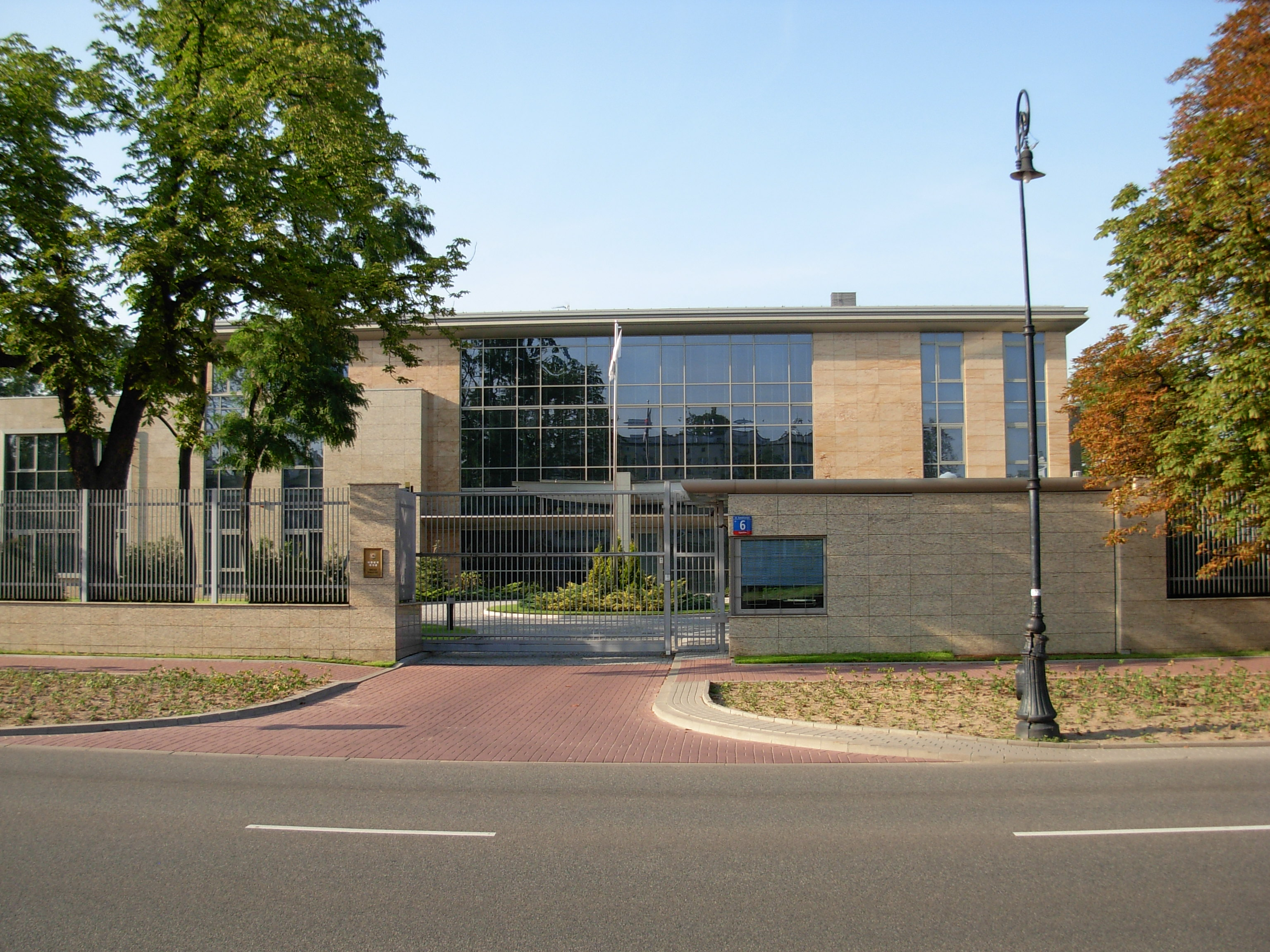
Embaixada da Coreia do Sul em Varsóvia, Polônia.

Abaixo se encontram as embaixadas e consulados da Coreia do Sul.:

## Europa
- Alemanha
  - Berlim (Embaixada)
  - Frankfurt (Consulado-Geral)
  - Hamburgo (Consulado-Geral)
- Áustria
  - Viena (Embaixada)
- Bélgica
  - Bruxelas (Embaixada)
- Bulgária
  - Sófia (Embaixada)
- Croácia
  - Zagreb (Embaixada)
- Dinamarca
  - Copenhague (Embaixada)
- Eslováquia
  - Bratislava (Embaixada)
- Espanha
  - Madrid (Embaixada)
  - Las Palmas (Consulado)
- Finlândia
  - Helsinque (Embaixada)
- França
  - Paris (Embaixada)
- Grécia
  - Atenas (Embaixada)
- Hungria
  - Budapeste (Embaixada)
- Irlanda
  - Dublin (Embaixada)
- Itália
  - Roma (Embaixada)
  - Milão (Consulado-Geral)
- Noruega
  - Oslo (Embaixada)
- Países Baixos
  - Haia (Embaixada)
- Polónia
  - Varsóvia (Embaixada)
- Portugal
  - Lisboa (Embaixada)
- Reino Unido
  - Londres (Embaixada)
- Chéquia
  - Praga (Embaixada)
- Roménia
  - Bucareste (Embaixada)
- Rússia
  - Moscou (Embaixada)
  - São Petersburgo (Consulado-Geral)
  - Vladivostok (Consulado-Geral)
- Santa Sé
  - Cidade do Vaticano (situada em Roma) (Embaixada)
- Sérvia
  - Belgrado (Embaixada)
- Suécia
  - Estocolmo (Embaixada)
- Suíça 
  - Berna (Embaixada)
- Ucrânia
  - Kiev (Embaixada)

## América

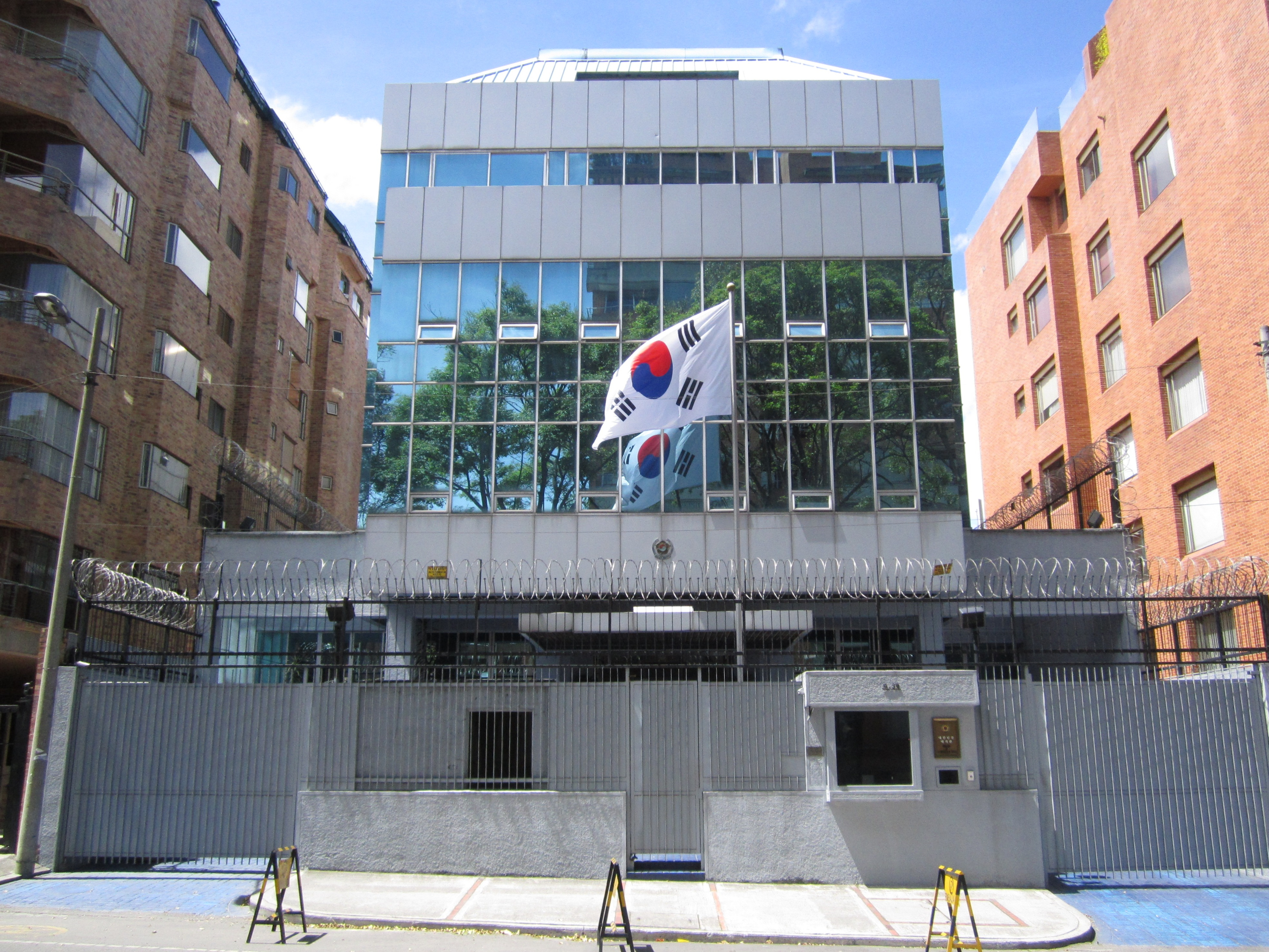
Embaixada da Coreia do Sul em Bogotá, Colômbia.

- Argentina
  - Buenos Aires (Embaixada)
- Brasil
  - Brasília (Embaixada)
  - São Paulo (Consulado-Geral)
- Canadá
  - Ottawa (Embaixada)
  - Montreal (Consulado-Geral)
  - Toronto (Consulado-Geral)
  - Vancouver (Consulado-Geral)
- Chile
  - Santiago (Embaixada)
- Colômbia
  - Bogotá (Embaixada)
- Costa Rica
  - San José (Embaixada)
- El Salvador
  - San Salvador (Embaixada)
- Equador
  - Quito (Embaixada)
- Estados Unidos
  - Washington DC (Embaixada)
  - Atlanta (Consulado-Geral)
  - Boston (Consulado-Geral)
  - Chicago (Consulado-Geral)
  - Honolulu (Consulado-Geral)
  - Houston (Consulado-Geral)
  - Los Angeles (Consulado-Geral)
  - Nova York (Consulado-Geral)
  - San Francisco (Consulado-Geral)
  - Seattle (Consulado-Geral)
- Guatemala
  - Cidade da Guatemala (Embaixada)
- Honduras
  - Tegucigalpa (Embaixada)
- México
  - Cidade do México (Embaixada)
- Nicarágua
  - Manágua (Embaixada)
- Panamá
  - Cidade do Panamá (Embaixada)
- Paraguai
  - Assunção (Embaixada)
- Peru
  - Lima (Embaixada)
- República Dominicana
  - São Domingos (Embaixada)
- Uruguai
  - Montevidéu (Embaixada)
- Venezuela
  - Caracas (Embaixada)

## Oriente Médio
- Arábia Saudita
  - Riad (Embaixada)
  - Jedda (Consulado-Geral)
- Emirados Árabes Unidos
  - Abu Dhabi (Embaixada)
  - Dubai (Consulado-Geral)
- Irão
  - Teerã (Embaixada)
- Iraque
  - Bagdá (Embaixada)
- Israel
  - Tel Aviv (Embaixada)
- Jordânia
  - Amã (Embaixada)
- Kuwait
  - Cidade do Kuwait (Embaixada)
- Líbano
  - Beirute (Embaixada)
- Omã
  - Mascate (Embaixada)
- Catar
  - Doha (Embaixada)
- Turquia
  - Ancara (Embaixada)
  - Istambul (Consulado-Geral)

## África
- África do Sul
  - Pretória (Embaixada)
- Angola
  - Luanda (Embaixada)
- Argélia
  - Argel (Embaixada)
- Costa do Marfim
  - Abidjã (Embaixada)
- Egito
  - Cairo (Embaixada)
- Etiópia
  - Adis-Abeba (Embaixada)
- Gabão
  - Libreville (Embaixada)
- Gana
  - Accra (Embaixada)
- Quênia
  - Nairobi (Embaixada)
- Líbia
  - Tripoli (Embaixada)
- Marrocos
  - Rabat (Embaixada)
- Nigéria
  - Abuja (Embaixada)
- Senegal
  - Dakar (Embaixada)
- Sudão
  - Cartum (Embaixada)
- Tanzânia
  - Dar es Salaam (Embaixada)
- Tunísia
  - Túnis (Embaixada)
- Zimbabwe
  - Harare (Embaixada)

## Ásia
- Afeganistão
  - Cabul (Embaixada)
- Bangladesh
  - Dacca (Embaixada)
- Brunei
  - Bandar Seri Begawan (Embaixada)
- Camboja
  - Phnom Penh (Embaixada)
- China
  - Pequim (Embaixada)
  - Chengdu (Consulado-Geral)
  - Guangzhou (Consulado-Geral)
  - Hong Kong (Consulado-Geral)
  - Qingdao (Consulado-Geral)
  - Xangai (Consulado-Geral)
  - Shenyang (Consulado-Geral)
  - Xi'an (Consulado-Geral)
- Filipinas
  - Manila (Embaixada)
- Índia
  - Nova Délhi (Embaixada)
- Indonésia
  - Jacarta (Embaixada)
- Japão
  - Tóquio (Embaixada)
  - Fukuoka (Consulado-Geral)
  - Hiroshima (Consulado-Geral)
  - Nagoya (Consulado-Geral)
  - Niigata (Consulado-Geral)
  - Osaka (Consulado-Geral)
  - Sapporo (Consulado-Geral)
  - Yokohama (Consulado-Geral)
- Cazaquistão
  - Almaty (Embaixada)
- Laos
  - Vientiane (Embaixada)
- Malásia
  - Kuala Lumpur (Embaixada)
- Mongólia
  - Ulan Bator (Embaixada)
- Myanmar
  - Rangum (Embaixada)
- Nepal
  - Katmandu (Embaixada)
- Paquistão
  - Islamabad (Embaixada)
- Singapura
  - Singapura (Embaixada)
- Sri Lanka
  - Colombo (Embaixada)
- Tailândia
  - Bangkok (Embaixada)
- Tajiquistão
  - Dushanbe (Embaixada)
- Timor-Leste
  - Díli (Embaixada)
- Uzbequistão
  - Tashkent (Embaixada)
- Vietname
  - Hanói (Embaixada)
  - Ho Chi Minh (Consulado-Geral)

## Oceania
- Austrália
  - Camberra (Embaixada)
  - Sydney (Consulado-Geral)
- Fiji
  - Suva (Embaixada)
- Nova Zelândia
  - Wellington (Embaixada)
- Papua-Nova Guiné
  - Port Moresby (Embaixada)

## Organizações multilaterais
- Bruxelas (Missão permanente da Coreia do Sul ante a União Europeia)
- Genebra (Missão permanente da Coreia do Sul ante as Nações Unidas e outras organizações internacionais)
- Nairóbi (Missão permanente da Coreia do Sul ante as Nações Unidas e outras organizações internacionais)
- Nova Iorque (Missão permanente da Coreia do Sul ante as Nações Unidas)
- Paris (Missão permanente da Coreia do Sul ante a OCDE e Unesco)
- Roma (Missão permanente da Coreia do Sul ante a Organização das Nações Unidas para a Alimentação e a Agricultura)
- Viena (Missão permanente da Coreia do Sul ante as Nações Unidas)